# Trasduttore di forza
I trasduttori di forza sono dei particolari trasduttori che trasducono la forza (grandezza di entrata) in una grandezza diversa o ne alterano alcune delle caratteristiche che la identificano. Sono utilizzati sia in ambito industriale sia in applicazioni più comuni.
Anche i trasduttori di pressione rientrano in  questa categoria di trasduttori (essendo la pressione una forza per unità di superficie), oltre ad alcuni trasduttori di spostamento.
I trasduttori di forza si possono suddividere in:
- trasduttori di forza omogenei;
- trasduttori di forza non omogenei (o ibridi).

## Esempi
| Trasduttore di forza | Funzione di entrata | Funzione di uscita             |
| -------------------- | ------------------- | ------------------------------ |
| Leva                 | forza               | forza                          |
| Ingranaggi           | forza               | forza                          |
| Membrana             | forza               | forza o spostamento            |
| Molla                | forza               | spostamento lineare o angolare |
| Piezoelettrico       | forza               | segnale elettrico              |
| Estensimetro         | forza               | variazione di impedenza        |

- Tutte le leve, sia che siano di 1°, di 2° o di 3° genere (tra cui lo schiaccianoci, la pinzetta, il piede di porco, le forbici), sia le carrucole, che da esse derivano (sia fisse che mobili), sia i paranchi (comunemente chiamati taglie), sono dei trasduttori di forza. Le leve infatti alterano il punto di applicazione e/o l'intensità della forza.
- Gli ingranaggi (ad esempio il cambio di un'autovettura) sono dei trasduttori di forza, in quanto alterano il punto di applicazione e/o l'intensità della forza.
- Le molle (sia in compressione, in trazione o in torsione) sono dei trasduttori di forza che trasducono la forza in spostamento.
- Un cristallo di quarzo o di tormalina (o anche altri cristalli non conduttori che appartengono a classi di simmetria prive di centro) se sottoposti a deformazione meccanica (compressione, trazione o torsione) presentano fenomeni di elettrizzazione. Il fenomeno è reversibile, cioè se viene alimentato da una tensione elettrica il cristallo si contrae o si dilata (dipendente dalla polarità del segnale elettrico applicato). Tenendo conto che il cristallo non è conduttore è il campo elettrico che si genera nel cristallo, grazie alla tensione elettrica applicata, che genera la deformazione meccanica. Esempi di trasduttori di questo tipo sono l'accendigas piezoelettrico e il microfono piezoelettrico. Nell'ipotesi che il cristallo di quarzo (o di tormalina) venga utilizzato in un circuito elettronico per stabilizzare la frequenza allora non può essere considerato un trasduttore, visto la mancanza della funzione di uscita. In questo caso specifico il cristallo serve solo per stabilizzare la frequenza del circuito medesimo per cui, il quarzo, è solo un componente elettronico.
- Negli estensimetri (o "strain-gauge"), applicando una forza ad un capo di un opportuno resistore (l'altro capo è fisso) il resistore subisce una deformazione elastica (più precisamente la sua lunghezza aumenta e la sua sezione diminuisce). Questo ne altera le caratteristiche elettriche, visto che la resistenza dipende proporzionalmente dalla lunghezza ed inversamente dalla sezione (più precisamente, all'aumentare della forza applicata, la resistenza aumenta). In realtà non è la resistenza a subire direttamente l'applicazione della forza, ma la resistenza viene incollata (a freddo o a caldo) o fotoincisa su un opportuno supporto ed è questo supporto che subisce direttamente lo sforzo e lo trasmette alla resistenza vera e propria. Esistono anche estensimetri a semiconduttori.

### Trasduttori di forza in natura
Anche alcuni dei trasduttori presenti sugli esseri viventi (piante e animali) rientrano nella categoria dei trasduttori di forza:
| Trasduttore di forza | Funzione di entrata | Funzione di uscita     |
| -------------------- | ------------------- | ---------------------- |
| Apparato uditivo     | pressione           | segnale elettrochimico |
| Sensori tattili      | pressione           | segnale elettrochimico |